# Li
Li ali Lee (kitajsko: 李; pinjin: Lǐ; Hangul: 이/리) je najbolj pogost kitajski priimek, saj ga nosi 7,9 % populacije na Kitajskem, 103 milijoni ljudi na Kitajskem in še 108 milijonov po svetu.

## Znani nosilci priimka
- Lý Thái Tổ, vietnamski vladar
- Bruce Lee, igralec
- Jet Li, igralec
- Chen Li Ju, kitajska lokostrelka